# Sericoptera penicillata
Sericoptera penicillata là một loài bướm đêm trong họ Geometridae.